# 34161 Michaellee
34161 Michaellee este o planetă minoră (asteroid) din centura de asteroizi. A fost descoperită pe 24 august 2000 la Experimental Test Site⁠(d) de Lincoln Near-Earth Asteroid Research. 
Obiectul prezintă o orbită caracterizată de o semiaxă mare de 2,2393484 UAi, o excentricitate de 0,11, o înclinație de 2,73177 ° în raport cu ecliptica.